# NGC 1522
NGC 1522 este o hi (21cm) source⁠(d) situată în constelația Peștele de Aur. A fost descoperită în 27 decembrie 1834 de către John Herschel. Se află la o distanță de 10,6 megaparseci de Pământ.